# Chrétien de Douai
Chrétien de Douai est un prêtre, reconnu saint par l’Église catholique. Il est fêté le 7 avril.

## Éléments biographiques
La vie de Chrétien de Douai est presque entièrement inconnue, ainsi que l'époque à laquelle il vécut. Le souvenir de sa charité a suscité différentes légendes quant à ses origines. 
Ses reliques, conservées dans l'église Saint-Albin de Douai, furent détruites lors de la Révolution française.